# Walter S. Schuyler

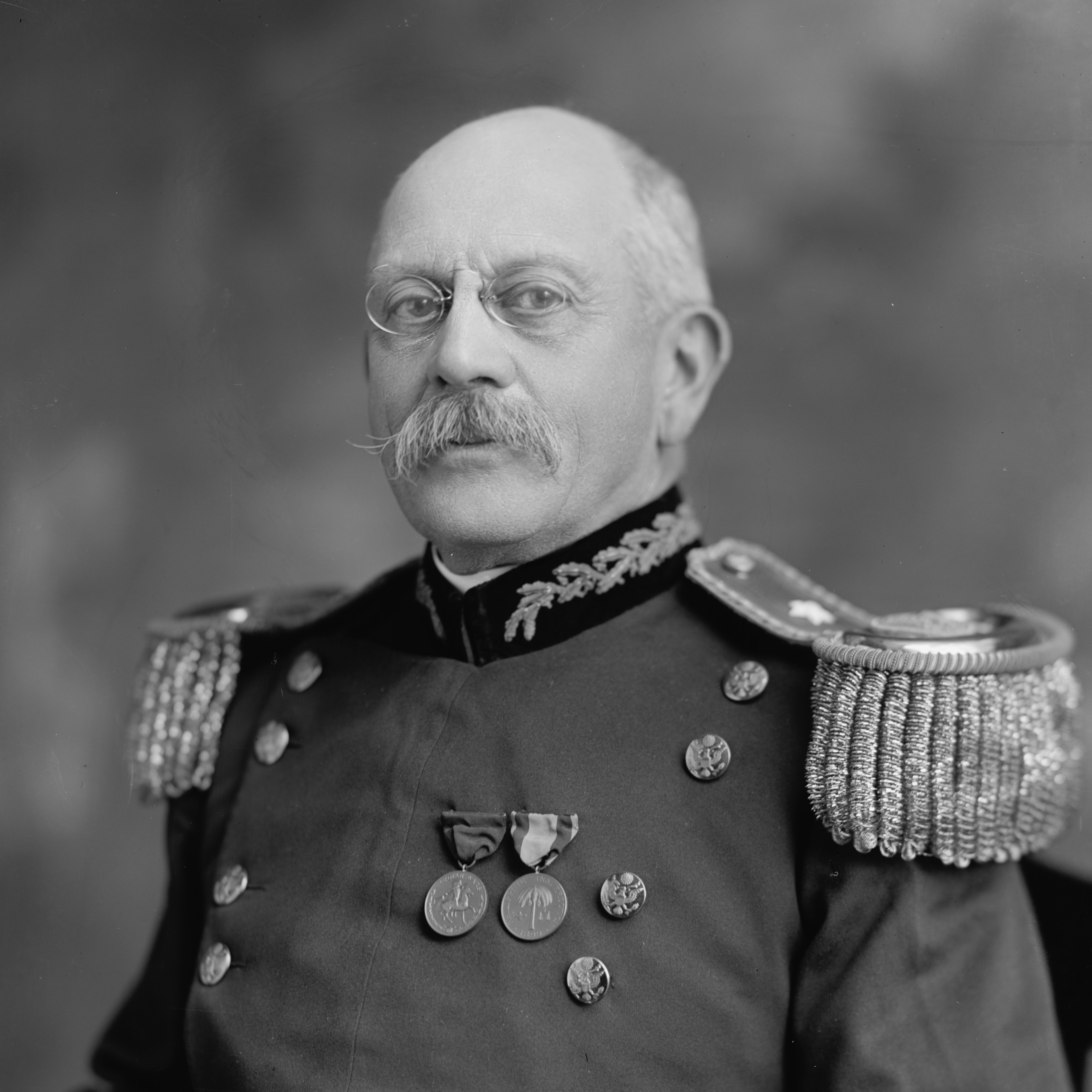
Walter Schuyler

Walter Scribner Schuyler (* 26. April 1850 in Ithaca, New York; † 17. Februar 1932 in Carmel-by-the-Sea, Kalifornien) war ein US-amerikanischer Hochschullehrer und Brigadegeneral der United States Army (USA). Im Jahr 1910 war er erster Befehlshaber der heutigen United States Army Pacific (USARPAC; damals noch Military District of Hawaii), einem Hauptkommando der U.S. Army mit Sitz in Fort Shafter, Hawaii.

## Karriere
Nach Abschluss eines Studiums an der United States Military Academy in West Point, New York, trat Schuyler 1870 seinen Dienst bei der (heute nicht mehr als eigene Teilstreitkraft existierenden) United States Cavalry an, mit der er in verschiedenen Einsätzen in Arizona, Wyoming, Colorado und Montana an den Indianerkriegen teilnahm.
Ab den späten 1870er-Jahren lehrte er als Professor für Militärwissenschaft an der Cornell University in seiner Heimatstadt Ithaca.
1898 kämpfte Schuyler während des Spanisch-Amerikanischen Krieges in Puerto Rico, auf Kuba und den Philippinen. Im Jahr 1904 war er als Militärbeobachter mit der Kaiserlich Russischen Armee in der Mandschurei eingesetzt und diente anschließend bis 1906 im Generalstab der U.S. Army.
1910 war Schuyler im Range eines Obersts als erster Befehlshaber des damals neu formierten Military District auf Hawaii, aus dem die spätere U.S. Army Pacific hervorging, auf Hawaii eingesetzt. 1911 wurde er zum Brigadegeneral befördert und kommandierte kurzzeitig eine Brigade der U.S. Cavalry in San Antonio, Texas, bevor er noch im selben Jahr zum Kommandierenden General in Fort Riley, Kansas, ernannt wurde.
Schuyler trat 1913 in den Ruhestand.